# Szkieletnica biaława

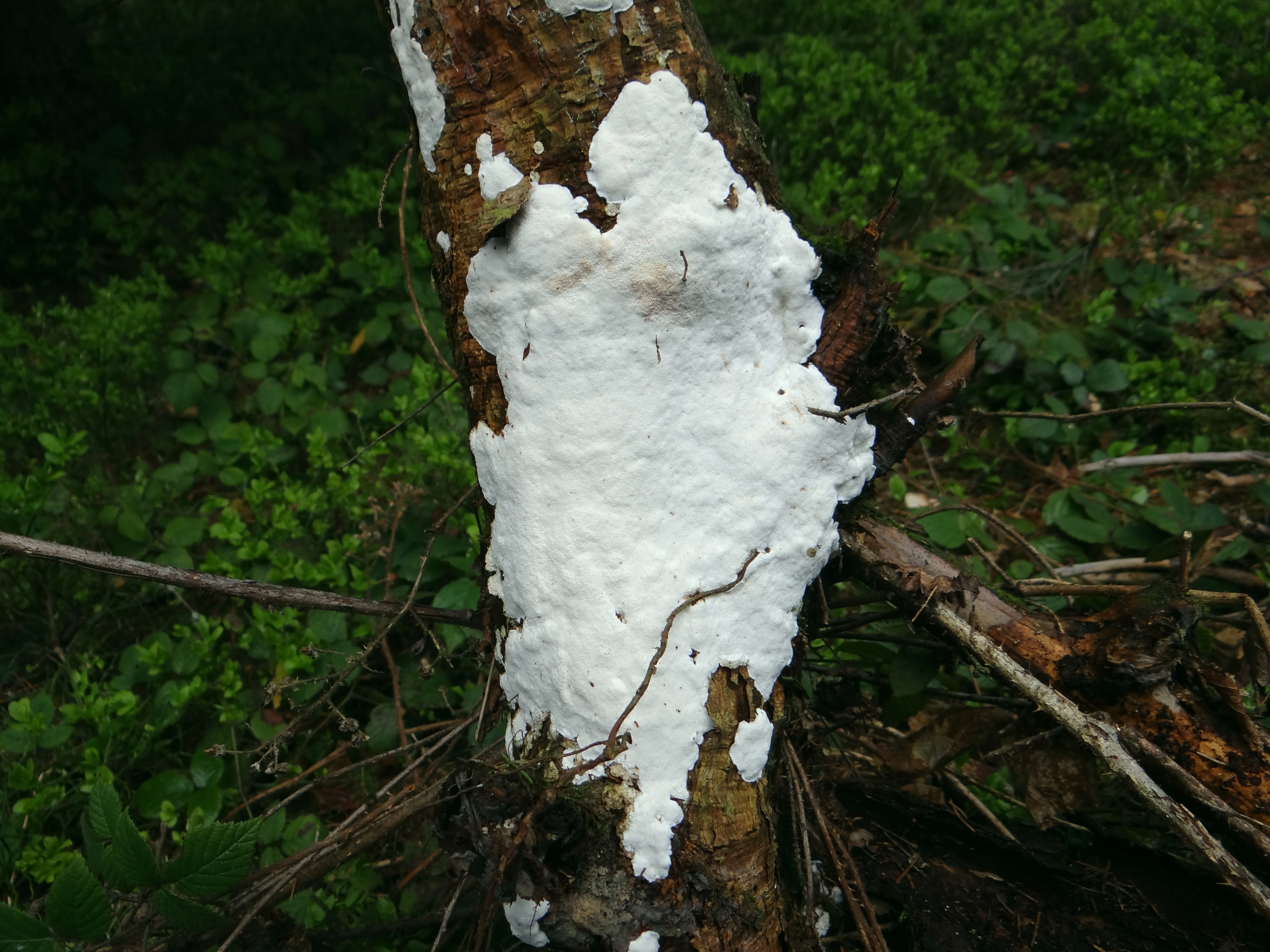
Młody, rozpostarty owocnik

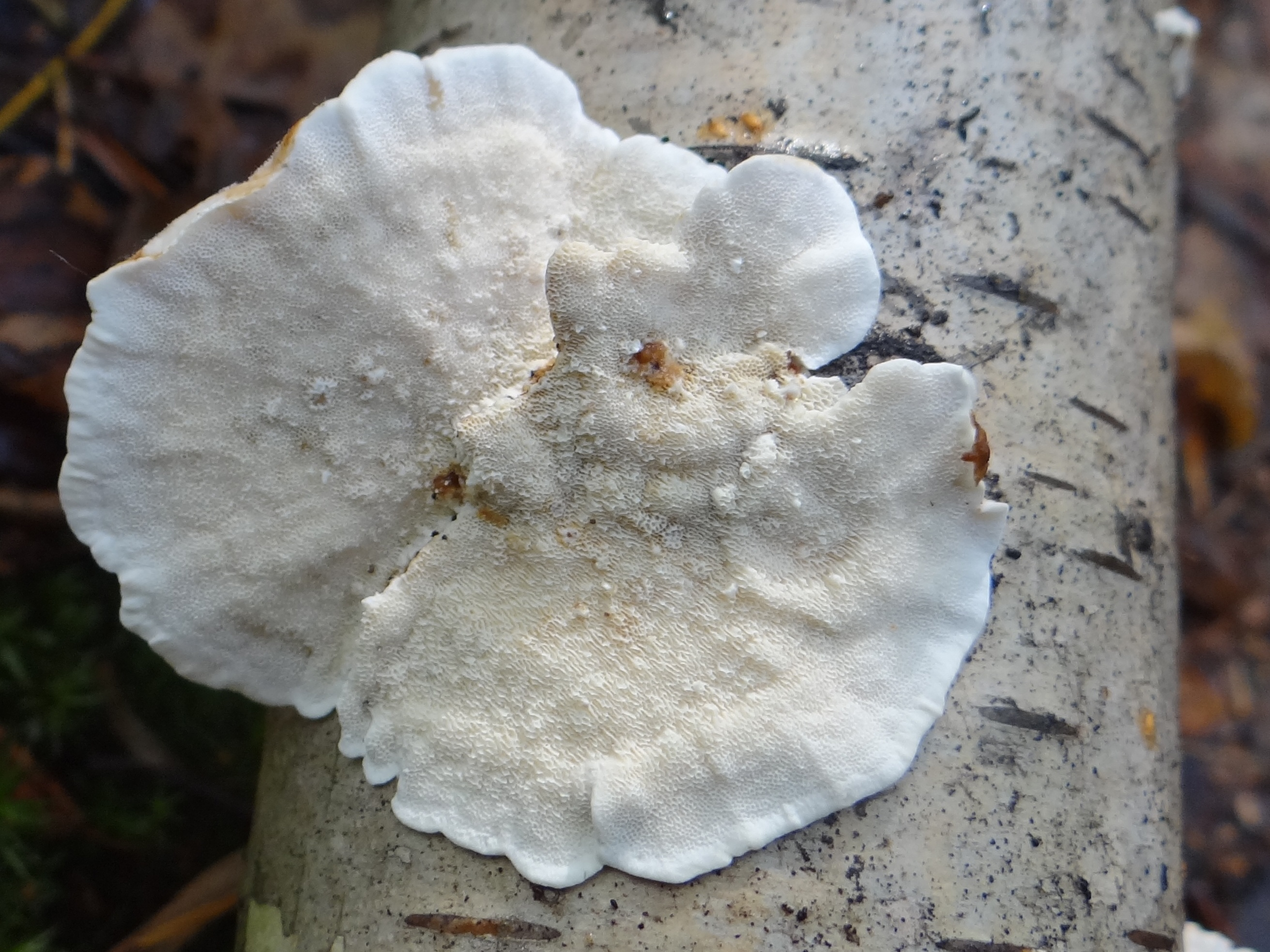

Szkieletnica biaława (Skeletocutis nivea  (Jungh.) Jean Keller) – gatunek grzybów z rzędu żagwiowców (Polyporales).

## Systematyka i nazewnictwo
Pozycja w klasyfikacji według Index Fungorum: Skeletocutis, Incrustoporiaceae, Polyporales, Incertae sedis, Agaricomycetes, Agaricomycotina, Basidiomycota, Fungi.
Po raz pierwszy gatunek ten został opisany w 1839 r. przez F. W. Junghuhna jako Polyporus niveus. Do rodzaju Skeletocutis przeniósł go Jean Keller w 1979 r.
Niektóre synonimy nazwy naukowej:

- Incrustoporia nivea (Jungh.) Ryvarden 1972
- Incrustoporia semipileata (Peck) Domański 1972
- Leptoporus semipileatus (Peck) Pilát 1938
- Leptotrimitus semipileatus (Peck) Pouzar 1966
- Microporus niveus (Jungh.) Kuntze 1898
- Polyporus hymeniicola Murrill 1920
- Polyporus niveus Jungh. 1839
- Polyporus semipileatus Peck 1883
- Polystictus niveus (Jungh.) Cooke 1886
- Poria saloisensis P. Karst.
- Trametes nivea (Jungh.) Corner 1989
- Tyromyces semipileatus (Peck) Murrill 1907

Nazwę polską nadał Władysław Wojewoda w 2003 r., Stanisław Domański w 1965 r. opisywał ten gatunek pod nazwą białak półkonsolowaty. 

## Morfologia
Owocnik jednoroczny, rozpostarty lub rozpostarto-odgięty, tworzący półeczkowate „kapelusiki”, rzadko tylko tworzy owocniki siedzące. Owocniki występują pojedynczo lub w grupach. Powierzchnia górna ma barwę od białej do kremowej, jest naga lub delikatnie owłosiona. Hymenofor rurkowaty, o barwie od białej do kremowej. Rurki mają długość do 2 mm. Pory okrągławe, bardzo drobne: na jednym milimetrze mieści się ich 8–10. Miąższ biały, o grubości do 5 mm, odróżnia się wyraźnie od warstwy rurek.  
Cechy mikroskopowe
Podstawki z zaciskami, grubościenne, o rozmiarach 10–14 × 3,5–5 um. Na jednej  powstają po 4 bezbarwne, nieamyloidalne bazydiospory. Mają kiełbaskowaty kształt i rozmiary 4–5 × 0,5–1 um. Cystyd brak, z rzadka występują cystydiole o rozmiarach 10–12 x 3–4 um.

## Występowanie i siedlisko
Na świecie szeroko rozprzestrzeniony. Najwięcej stanowisk podano z Europy i Ameryki Północnej, ale jego występowanie potwierdzono także w Ameryce Środkowej i Południowej, Japonii, Afryce i Nowej Zelandii. 
Grzyb nadrzewny, saprotrof. Występuje na martwym drewnie w lasach – na pniach i opadłych gałęziach, głównie na drewnie liściastym. Owocniki wytwarza od kwietnia do października. Obserwowano występowanie na takich drzewach i krzewach, jak: klon, kasztanowiec, olcha, brzoza, kasztan, dereń, leszczyna, głóg, szczodrzeniec, eukaliptus, buk, jesion, orzech włoski, jabłoń, chmielograb, Pittosporium, platan, topola, śliwa, grusza, robinia, dąb, wierzba, bez, jarząb, lipa i wiąz, w kilku przypadkach na świerku, a w Polsce również na jodle.

## Znaczenie
Saprotrof, powoduje białą zgniliznę drewna.